# Loboschiza
Loboschiza là một chi bướm đêm thuộc phân họ Olethreutinae trong họ Tortricidae.

## Các loài
- Loboschiza cinnabaritis (Meyrick, 1928)
- Loboschiza clytocarpa (Meyrick, 1920)
- Loboschiza delomilta (Turner, 1946)
- Loboschiza deloxantha (Turner, 1946)
- Loboschiza exemplaris (Meyrick, 1911)
- Loboschiza furiosa (Meyrick, 1921)
- Loboschiza halysideta (Walsingham in Andrews, 1900)
- Loboschiza hemicosma (Lower, 1908)
- Loboschiza koenigiana (Fabricius, 1775)
- Loboschiza martia (Meyrick, 1911)
- Loboschiza mediana (Walker, 1866)
- Loboschiza thoenarcha (Meyrick, 1911)